# Plaimbois-Vennes
Plaimbois-Vennes är en kommun i departementet Doubs i regionen Bourgogne-Franche-Comté i östra Frankrike. Kommunen ligger i kantonen Pierrefontaine-les-Varans som tillhör arrondissementet Pontarlier. År 2022 hade Plaimbois-Vennes 116 invånare.

## Befolkningsutveckling
Antalet invånare i kommunen Plaimbois-Vennes
Referens:INSEE